# Radio Bro Gwened
Radio Bro Gwened (Radio du pays vannetais en breton) est une station de radio bretonne. Cette radio bilingue, en breton et en français, est basée à Pontivy et émet sur le territoire morbihannais, le pays de Loudéac et la presqu'île guérandaise.

## Histoire
Créée en 1983, Radio Bro Gwened est une structure associative née de la volonté d'associations travaillant en pays vannetais à la défense et à la promotion de la langue et de la culture bretonnes (Foyer Breton, Quand les vers sortent de leurs trous, Culture à la campagne, Amaryllis, Dastum...). La radio a dans un premier temps (de mars à septembre 1983) réalisé ses émissions dans un studio installé à Treguy (Malguénac) pour ensuite déménager à Bieuzy (de septembre 1983 à septembre 1987) puis à Pontivy où elle a aménagé des studios dans l'ancienne école du Resto (de 1987 à 2000) pour enfin s'installer définitivement dans la Maisons pour tous (Ti an Holl) située quai du Plessis à Pontivy. Radio Bro Gwened est une des radios associatives les plus anciennes du Morbihan. Elle émet sur quatre fréquences : Pontivy, Vannes, Lorient et Nord-Morbihan.
Installée en pays de Pontivy depuis 1983, RBG a également développé un deuxième studio sur Vannes dès 2017 en intégrant la Ti ar Vro Gwened (Maison de la culture bretonne en Pays de Vannes).

## Contenu
Radio Bro Gwened, station bilingue, réalise quotidiennement des programmes d'intérêt local et 7 heures de magazine (dont 4 h en breton) avec invités, interviews et reportages. Elle fonctionne également avec un échange de programmes au sein du réseau des radios associatives en langue bretonne Brudañ ha Skignañ (Arvorig FM, Radio Kreiz Breizh et Radio Kerne) et avec la radio gallèsante Plum'Fm, et une plateforme internet d'écoute en ligne (radiobreizh.bzh).
Parmi les émissions quotidiennes en breton, peuvent être citées Avel Em Fenn, émission animée par Neshka et Yann Boishardy de Radio Kreiz Breizh, Kreiz Mintin, émission mémoire et transmission en breton (créée en 1989 par Monique Le Boulch), et animée aujourd'hui par Jañlug er Mouel et Maksim Crahe et Keleier ar Vro, journal d'informations préparé et présenté par 5 journalistes du réseau Brudañ ha Skignañ dont Aodren Tréhin basée à RBG.
Amélie Durand et Clément Basso sont actuellement deux salariés en charge des émissions en français. Radio Bro Gwened peut compter sur une équipe d'une cinquantaine de bénévoles pour assurer des émissions, des missions administratives ou de technique. La radio se veut intergénérationnelle, on y retrouve notamment des lycéens, comme Rayan Le Petit, Victor Quelleuc et Valentin Le Ny qui présentent l'émission Chroniques Curieuses.

## Équipe
Radio Bro Gwened repose sur le travail d'une équipe de sept salariés et d'une cinquantaine de bénévoles. De fonctionnement associatif, le président était Michel Fillion jusqu'en 2024, époque à laquelle RBG a choisi un fonctionnement par commissions thématiques et une coprésidence.
La direction de la radio a été assurée par Cécile Goualle de 1983 jusqu'à son départ en 2018. Gaël Le Du a pris sa succession.